# Милан Јовановић Стојимировић
Милан Јовановић Стојимировић (Смедерево, 19. јун 1898 — Београд, 6. март 1966) био је српски новинар, дипломата, управник Архива Србије, хроничар старог Београда.

## Детињство и младост
Рођен је у Смедереву од оца Светозара Јовановића, опанчара, и мајке Јелене рођене Стојимировић. Рано је остао без оца, па су бригу о њему и млађем брату Ивану преузели мајка Јелена и ујак др Душан Стојимировић (1870–1956). Из захвалности оба брата су свом презимену додали и Стојимировић.
Основну школу је завршио у Смедереву, а гимназију у Смедереву и Београду. Током Првог светског рата је боравио у Београду код ујака др Душана Стојимировића који је био управник душевне болнице. Ту је упознао Петра Кочића и написао о томе чланак објављен 1922. у Српском књижевном гласнику. Студирао је у Београду и Берну, дипломирао је на Правном факултету Универзитета у Београду 1927. године.

## Рад
Уређивао је часописе „Смедеревски журнал“, „Реви“ (изашао је само један број), „Самоуправа“ и у Скопљу часописе „Вардар“ и „Глас Југа“. Он је покренуо лист "Вардар" 1932. године и био на његовом челу до средине децембра 1935, када га је Милан Стојадиновић поставио за главног уредника обновљеног партијског органа "Самоуправа". Био је једно време и новинар „Политике“. Током студија у Швајцарској, постављен је за дописника Одељења за штампу Министарства иностраних дела при Посланству у Бену. На овој дужности је био од новембра 1923. до јуна 1926. године. Због сукоба са послаником Милутином Јовановићем, напустио је ту дужност. Постављен је за новинара-дневничара Одељења за штампу МИД у Београду, августа 1926. и тај посао је обављао до децембра 1928. године. Тада је премештен за дописника Одељења за штампу при Посланству у Берлину. Наредне године преведен је за дописника Централног пресбироа Председништва Министарског савета. На том положају је остао до 1931. године, када је премештен за дописника Централног пресбирао у Скопљу. Директор новинске агенције „Авала“ био је 1937–1938.
Био је народни посланик владајуће коалиције, изабран 1938. у Смедереву на листи Југоловенске радикалне заједнице. Уредио је заједно са Милошем Зечевићем „Споменицу Николе Пашића“. Био је дипломата и учествовао у више дипломатских делегација, био је аташе за штампу у амбасади у Берлину. Говорио је течно француски и немачки, а знао је и енглески, италијански и руски језик. Одликован је сребрном медаљом Црвеног крста Југославије, Југословенском круном 3. реда, Орденом Светог Саве 3. реда, Румунском круном 3. реда, орденом Феникса 2. реда, Италијанском круном 3. реда, орденом Белог лава 3. реда и командантом Легије части.
У периоду од 1941. до 1944. био је управник Архива Србије.

## Након Другог светског рата
После Другог светског рата, 1946. године, је проглашен за народног непријатеља и конфискована му је скоро целокупна имовина у Београду и Смедереву. Осуђен је на петнаест година робије. После седам и по година робије изашао је из затвора у Сремској Митровици.
Превео је са енглеског језика романе „Ја, Клаудије“ Роберта Грејвса  9754631 и „Тауер“ Виљем Харисона Енсворта  34080007, објављени су у Матици српској 1956. и 1955. године. Сарађивао је на прикупљању података за Југословенски лексикографски завод у Загребу. У периоду од 1957. до 1965. објављивао је у часописима чланке под општим насловом „Силуете старог Београда“ у којима се углавном бавио приказом људи и догађаја из 19. и првих деценија 20. века. Ови текстови су сабрани и објављени у облику књиге „Силуете старог Београда“ 1971, 1987. и треће допуњено издање „Просвета“, Београд, 2008. године  147506444.

## Смрт и наследство
Женио се два пута и није имао деце. Умро је 1966. у Београду и сахрањен на Новом гробљу, парцела број 9.
У својој кући у Смедереву сакупљао је ретке књиге, слике, иконе и друге уметничке вредности. У овој кући је од 1959. до 1972. био смештен Музеј у Смедереву. Тестаментом од 1964. године завештао је Музеју у Смедереву свој уметнички легат од 34 предмета. Рукописну заоставштину и преписку добила је Матица српска, а неколико хиљада књига Библиотека у Смедереву. Његов портрет који је насликао Лазар Личеноски служио је као декор на представи „Господа Глембајеви“ у смедеревском позоришту.
Из његове рукописне заоставштине објављени су: „Портрети према живим моделима“ 1998. године, „Дневник 1936–1941“ 2000. године, „Ланче Смедеревац“ 2006. године, „Сува чесма“ 2009. године, „Балкан Балканцима и друге приче“ 2010. године.
Њему у спомен је Музеј у Смедереву приредио изложбу „Оставштина Милана Јовановића Стојимировића“ током априла и маја 2011. године.